# Heldenberg (Naturschutzgebiet)
Das Naturschutzgebiet Heldenberg liegt auf dem Gebiet der Städte Donzdorf und Lauterstein im Landkreis Göppingen in Baden-Württemberg.
Das Gebiet erstreckt sich östlich von Winzingen, einem Ortsteil von Donzdorf. Westlich verläuft die Landesstraße L 1159. Südlich verläuft die B 466 und fließt die Lauter, ein rechter Nebenfluss der Fils.

## Bedeutung
Das 213,5 ha große Gebiet ist seit dem 29. Dezember 1993 unter der NSG-Nr. 1.198 als Naturschutzgebiet ausgewiesen. Es handelt sich um eine „vielfältige, ökologisch wertvolle Landschaft mit Heiden, Hangquellmoor, Feucht- und Trockenwiesen, Streuobstwiesen, Hecken, Waldsäumen und naturnahen Waldtypen – vom Schluchtwald bis zum Wald auf trockenwarmen Standorten.“ Es sind „vernetzte Lebensräume einer Vielzahl von bedrohten Tier- und Pflanzenarten.“